# Michailowka (Kaliningrad, Prawdinsk)
Michailowka (russisch Михайловка, deutsch Linde, Kreis Gerdauen) ist ein Ort innerhalb der russischen Oblast Kaliningrad (Gebiet Königsberg (Preußen)) und gehört zur Gorodskoje posselenije Schelesnodorschonoje (Stadtgemeinde Schelesnodoroschny (Gerdauen)) im Rajon Prawdinsk (Kreis Friedland (Ostpr.)).

## Geographische Lage
Michailowka liegt sechs Kilometer östlich der städtischen Siedlung Schelesnodoroschny (Gerdauen) und ist über den Abzweig Swerewo (Wandlacken) an der russischen Fernstraße A 196 (ehemalige deutsche Reichsstraße 131) zu erreichen. Eine Bahnanbindung besteht nicht.

## Geschichte
Der ehedem Linde genannte Ort war als einstiges Vorwerk ein Ortsteil von Wandlacken (russisch: Swerewo) und als solcher mit der Geschichte des Gutsbezirks Wandlacken aufs engste verknüpft. Bis 1930 war der Ort in den Amtsbezirk Wandlacken eingegliedert, kam danach bis 1945 zum Amtsbezirk Altendorf (russisch: Wischnjowoje). Damit gehörte Linde bis 1945 zum Landkreis Gerdauen im Regierungsbezirk Königsberg der preußischen Provinz Ostpreußen.
Im Jahre 1945 kam Linde mit dem nördlichen Teil Ostpreußens zur Sowjetunion und erhielt 1950 den Namen „Michailowka“. Bis 2009 war der Ort innerhalb der seit 1991/92 russischen Oblast Kaliningrad in den Wischnjowski sowjet (Dorfsowjet Wischnjowoje (Altendorf)) eingegliedert und ist seither – aufgrund einer Struktur- und Verwaltungsreform – eine als „Siedlung“ (possjolok) eingestufte Ortschaft innerhalb der Gorodskoje posselenije Schelesnodoroschnoje (Stadtgemeinde Schelesnodoroschny (Gerdauen)) im Rajon Prawdinsk.

## Kirche
Linde war vor 1945 ein fast ausnahmslos evangelischer Ort und gehörte zum Kirchspiel der heute auf polnischem Staatsgebiet gelegenen Kirche Assaunen (polnisch: Asuny) im Kirchenkreis Gerdauen (russisch: Schelesnodoroschny) innerhalb der Kirchenprovinz Ostpreußen der Kirche der Altpreußischen Union. Der letzte deutsche Geistliche war Pfarrer Emil Stascheit.
Heute liegt Michailowka im Bereich der Kirchengemeinde Tschernjachowsk (Insterburg), die zur Propstei Kaliningrad der Evangelisch-Lutherischen Kirche Europäisches Russland (ELKER) gehört.